# Petrichus marmoratus
Petrichus marmoratus är en spindelart som beskrevs av Simon 1886. Petrichus marmoratus ingår i släktet Petrichus och familjen snabblöparspindlar. Inga underarter finns listade i Catalogue of Life.